# Saskia Warzecha
Saskia Warzecha (* 4. Dezember 1987 in Peine) ist eine deutsche Lyrikerin.

## Leben
Saskia Warzecha studierte Computerlinguistik in Potsdam, anschließend Sprachkunst an der Universität für Angewandte Kunst Wien und Literarisches Schreiben am Deutschen Literaturinstitut Leipzig. Sie lebt in Potsdam.

## Publikationen

### Selbständige Werke
- Saskia Warzecha u. a. (Hg.): Tippgemeinschaft. Jahresanthologie der Studierenden des Deutschen Literaturinstituts Leipzig. Connewitzer Verlagsbuchhandlung, Leipzig 2016, ISBN 978-3-937799-76-6.
- Saskia Warzecha: Approximanten, Matthes & Seitz, Berlin 2020, ISBN 978-3-95757-915-7.
- Saskia Warzecha: Farbleib, Matthes & Seitz, Berlin 2024, ISBN 978-3-7518-0993-1.

### Mitherausgaben
- Gemeinsam mit Yevgeniy Breyger, Özlem Özgül Dündar, Alexander Kappe, Ronya Othmann und Sibylla Vričić Hausmann: Ansicht der leuchtenden Wurzeln von unten. Lyrik aus den deutschsprachigen Literaturinstituten. Poetenladen, Leipzig 2017, ISBN 978-3-940691-79-8.[1]
- Gemeinsam mit David Frühauf und Alexander Kappe: Transistor – Zeitschrift für zeitgenössische Lyrik, Ausgabe 1: „Lyrikkritik“, 2019, ISSN 2698-4644.[2]
- Gemeinsam mit David Frühauf und Alexander Kappe: Transistor – Zeitschrift für zeitgenössische Lyrik, Ausgabe 2: „Digitale Lyrik“, 2019, ISSN 2698-4644.[3]

## Auszeichnungen
- 2016 open mike (Finalistin)
- 2017 Lyrikpreis München (ex aequo mit David Krause)[4]
- 2019 Leonce-und-Lena-Preis (Finalistin)
- 2019 Stipendium des Berliner Senats
- 2021 Ulla-Hahn-Autorenpreis (Shortlist)
- 2021 Stipendium des Museumsquartiers Wien
- 2021 Heimrad-Bäcker-Förderpreis[5]
- 2021 Stipendium des Berliner Senats[6]
- 2022 Stipendium des mare-Künstlerhaus / Villa Willemsen[7]
- 2022 Stipendium des Ministeriums für Wissenschaft, Forschung und Kultur Brandenburg[8]
- 2023 Stipendium des Literarischen Colloquiums Berlin[9]
- 2023 Stipendium des Baltic Centre for Writers and Translators, Visby, Schweden
- 2024 Arbeitsstipendium des Künstlerdorf Schöppingen[10]
- 2024 Welten-Verbinden-Stipendium in Tarczyn, Polen[11]
- 2024 Arbeitsstipendium des Deutschen Literaturfonds[12]
- 2025 Lyrik-Empfehlung der Deutschen Akademie für Sprache und Dichtung für „Farbleib“[13]
- 2025 Aufenthaltsstipendium der Villa Aurora, Los Angeles, USA[14]